# Аббас Махмуд аль-Аккад
Аббас Махмуд аль-Аккад (28 июня 1889 — 12 марта 1964) — египетский писатель, поэт, журналист, литературный критик, общественный деятель, член Арабской академии.
Родился в Асуане, закончил только начальную школу, но с детства пристрастился к чтению, тратя на книги все свои деньги и читая литературу по религии, географии, истории и многим другим наукам. Он был известен своим отличным знанием английского и французского языков, которые выучил самостоятельно. Был участником борьбы за независимость Египта. За свои антиправительственные статьи в 1930 году был приговорён к тюремному заключению.
Аль-Аккад, первая книга которого вышла в 1916 году, написал более 100 книг по философии, религии и теории поэзии, основал школу поэзии, был автором ряда романов и стихотворений. Умер в 1964 году в Каире.